# Paul (film)
Paul är en brittisk-amerikansk science fiction-komedifilm från 2011 i regi av Greg Mottola, med manus av Nick Frost och Simon Pegg, som båda även innehar huvudrollerna. Seth Rogen gör rösten som titelkaraktären Paul.

## Handling
Graeme Willy (Simon Pegg) och Clive Gollings (Nick Frost) är två serietidningsfanatiker som reser till USA för att besöka Comic Con. Under resan väljer man att också besöka platser som påstås ha utomjordiska kopplingar. Någonstans i närheten av Area 51 träffar man på utomjordingen Paul. En vild jakt från de amerikanska myndigheterna bryter ut när man bestämmer sig för att försöka rädda Paul. Dessutom jagas man av den starkt religiösa fadern till Ruth, som karaktärerna lyckats få med sig.

## Rollista
| Simon Pegg         | – Graeme Willy                                         |
| Nick Frost         | – Clive Gollings                                       |
| Seth Rogen         | – Paul (röst)                                          |
| Jason Bateman      | – Special Agent Lorenzo Zoil                           |
| Kristen Wiig       | – Ruth Buggs                                           |
| Bill Hader         | – Agent Haggard                                        |
| Blythe Danner      | – Tara Walton                                          |
| Joe Lo Truglio     | – Agent O'Reilly                                       |
| John Carroll Lynch | – Moses Buggs, Ruths pappa                             |
| Jane Lynch         | – Pat Stevens                                          |
| David Koechner     | – Gus                                                  |
| Jesse Plemons      | – Jake, Gus kompis                                     |
| Sigourney Weaver   | – "The Big Guy"                                        |
| Jeffrey Tambor     | – Adam Shadowchild, en känd science fiction-författare |

## Om filmen
Filmen spelades in i Las Vegas och San Diego.